# Elvy Olsson
Elvy Eleonora Olsson, född Södergren 10 januari 1923 i Hammars församling i Örebro län, död 23 februari 2022 i Lerbäcks distrikt i Örebro län, var en svensk politiker (centerpartist).

## Biografi
Olsson var lantbrukare i Hölö samt senare ledamot av Första kammaren 1964–1970, ledamot av enkammarriksdagen 1971–1980, ledamot av Centerpartiets partistyrelse 1965–1980 och bostadsminister i Thorbjörn Fälldins första regering 1976–1978. Hon drev under sin tid som bostadsminister idén om att bevara "den goda jorden", varmed hon menade att ingen utbyggnad borde ske i jordbruksområden för att spara på åkermark.[källa behövs] Hon var landshövding i Örebro län 1980–1989.